# Lucas Martins
Lucas "Mineiro" Martins (Montes Claros, 11 de novembro de 1988) é um lutador de artes marciais mistas (MMA) brasileiro, atualmente compete no peso pena / peso leve do Brave Combat Federation.

## Carreira no MMA
No início de sua carreira Martins competiu em eventos promocionais em São Paulo e em Minas Gerais, além de fazer uma aparição no MMA Rocks e uma no Jungle Fight, até chegar no UFC.

### Ultimate Fighting Championship
Em 2 de Janeiro de 2013, Justin Salas anunciou que se lesionou e abandonaria sua luta contra Edson Barboza, então Martins foi contratado para enfrentar Barboza em 19 de Janeiro de 2013 no UFC on FX: Belfort vs. Bisping. Martins foi derrotado por desistência com socos.
Martins enfrentou Jeremy Larsen em 18 de Maio de 2013 no UFC on FX: Belfort vs. Rockhold e venceu por nocaute no terceiro round na luta que ganhou o prêmio de Luta da Noite.
Martins desceu do peso leve para o peso galo e enfrentou Ramiro Hernandez em 4 de Setembro de 2013 no UFC Fight Night: Teixeira vs. Bader, em Belo Horizonte. Ele venceu por finalização no primeiro round.
Martins era esperado para enfrentar o também brasileiro Johnny Eduardo em 9 de Novembro de 2013 no UFC Fight Night: Belfort vs. Henderson II mas ambos os atletas sofreram uma lesão que os tiraram do card.
Martins era esperado para enfrentar Bryan Caraway em 22 de Janeiro de 2014 no UFC 170. Porém, uma lesão tirou Caraway da luta e ele foi substituído por Aljamain Sterling. Mas pouco tempo depois, Martins também se lesionou e foi substituído por Cody Gibson.
Martins era esperado para fazer sua estréia no peso pena contra Jim Alers em 16 de Julho de 2014 no UFC Fight Night: Cerrone vs. Miller. Porém, uma lesão tirou Alers da luta e ele foi substituído por Alex White. Ele venceu por nocaute, tornando-se assim um dos poucos lutadores a vencer em três categorias diferentes no UFC.
Martins era esperado para enfrentar Jeremy Stephens em 25 de Outubro de 2014 no UFC 179. No entanto, logo após a luta ser anunciada o treinador de Stephens disse que não aceitaria a luta, e Martins então foi colocado para enfrentar Darren Elkins. Ele foi derrotado por decisão dividida.
Martins agora é esperado para substituir Renato Carneiro e enfrentou Mirsad Bektic em 30 de Maio de 2015 no UFC Fight Night: Condit vs. Alves. Ele foi derrotado por nocaute técnico no segundo round.

## Cartel no MMA
| Cartel no MMA   |             |            |
| 18 lutas        | 15 vitórias | 3 derrotas |
| Por nocaute     | 9           | 1          |
| Por finalização | 4           | 1          |
| Por decisão     | 2           | 1          |
| Empates         | 0           | 0          |
| No contest      | 0           | 0          |

| Res.    | Cartel | Oponente             | Método                               | Evento                                   | Data       | Round | Tempo | Local                          | Notas                                    |
| ------- | ------ | -------------------- | ------------------------------------ | ---------------------------------------- | ---------- | ----- | ----- | ------------------------------ | ---------------------------------------- |
| Vitória | 15-3   | Robert Whiteford     | Decisão (Dividida)                   | UFC Fight Night: Rothwell vs. dos Santos | 10/04/2016 | 3     | 5:00  | Zagreb                         |                                          |
| Derrota | 14-3   | Mirsad Bektic        | Nocaute Técnico (socos)              | UFC Fight Night: Condit vs. Alves        | 30/05/2015 | 2     | 0:30  | Goiânia                        |                                          |
| Derrota | 14-2   | Darren Elkins        | Decisão (dividida)                   | UFC 179: Aldo vs. Mendes II              | 25/10/2014 | 3     | 5:00  | Rio de Janeiro                 |                                          |
| Vitória | 14-1   | Alex White           | Nocaute (socos)                      | UFC Fight Night: Cerrone vs. Miller      | 16/07/2014 | 3     | 2:08  | Atlantic City, New Jersey      | Estréia nos Penas; Performance da Noite. |
| Vitória | 13-1   | Ramiro Hernandez Jr. | Finalização (mata-leão)              | UFC Fight Night: Teixeira vs. Bader      | 04/09/2013 | 1     | 1:10  | Belo Horizonte, Minas Gerais   | Estréia nos Galos.                       |
| Vitória | 12-1   | Jeremy Larsen        | Nocaute (soco)                       | UFC on FX: Belfort vs. Rockhold          | 18/05/2013 | 3     | 0:13  | Jaraguá do Sul, Santa Catarina | Luta da Noite.                           |
| Derrota | 11-1   | Edson Barboza        | Finalização (socos)                  | UFC on FX: Belfort vs. Bisping           | 19/01/2013 | 1     | 2:38  | São Paulo, SP                  | Estréia no UFC.                          |
| Vitória | 11-0   | Oberdan Pezão        | Nocaute (chute na cabeça)            | Jungle Fight 46                          | 13/12/2012 | 2     | 3:03  | São Paulo, SP                  |                                          |
| Vitória | 10-0   | Thiaguinho Sampaio   | Finalização (mata leão)              | MMA Rocks                                | 08/12/2012 | 1     | 0:43  | São Paulo, SP                  |                                          |
| Vitória | 9-0    | Carlos Eugenio       | Nocaute Técnico (socos)              | Warriors Fighting Championship 1         | 14/11/2012 | 1     | 1:17  | Taubaté, SP                    |                                          |
| Vitória | 8-0    | João Paulo Melo      | Nocaute Técnico (socos no corpo)     | Romani Fight Brasil 2                    | 25/10/2012 | 2     | N/A   | São Paulo, SP                  |                                          |
| Vitória | 7-0    | Francisco Caiçara    | Nocaute Técnico (socos)              | Romani Fight Brasil 2                    | 25/10/2012 | 1     | N/A   | São Paulo, SP                  |                                          |
| Vitória | 6-0    | Rene Alves           | Decisão (unânime)                    | Jaula Fight 2                            | 18/08/2012 | 3     | 5:00  | Arcos, Minas Gerais            |                                          |
| Vitória | 5-0    | Dilson Karate        | Nocaute Técnico (socos)              | Supermacia Fight - Duelo de Titãs        | 14/07/2012 | 1     | 2:06  | Montes Claros, Minas Gerais    |                                          |
| Vitória | 4-0    | Washington Mamute    | Finalização (socos)                  | Fight Night Enjoy Drinking 3             | 21/04/2012 | 3     | 3:14  | São Paulo, SP                  |                                          |
| Vitória | 3-0    | Luiz Felipe          | Nocaute Técnico (socos)              | OctoFight 5                              | 31/03/2012 | 1     | 2:28  | Divinópolis, Minas Gerais      |                                          |
| Vitória | 2-0    | Léo Boyca            | Nocaute Técnico (interrupção médica) | OctoFight 4 - Duelo de Titãs             | 22/10/2011 | 2     | 5:00  | Itauna, Minas Gerais           |                                          |
| Vitória | 1-0    | Alex Hermogenes      | Finalização (chave de braço)         | Qualifight                               | 11/09/2011 | 1     | 4:48  | Mogi das Cruzes, SP            |                                          |